# سفارت ایالات متحده آمریکا در ولینگتون
سفارت ایالات متحده آمریکا در ولینگتون (به لاتین: Embassy of the United States) یک منطقهٔ مسکونی و نمایندگی سیاسی ایالات متحده آمریکا در نیوزیلند است که در Thorndon واقع شده‌است.